# Heydelberg
Heydelberg (česky doslovně Vřesovištní vrch) je vrch o nadmořské výšce 356 m na území obce Schmölln-Putzkau (místní část Putzkau) v zemském okrese Budyšín v Sasku.

## Charakteristika
Vrch leží v německé části Šluknovské pahorkatiny (Lausitzer Bergland) a její mesogeochoře Severní hornolužická vrchovina (Nördliches Oberlausitzer Bergland). Geologické podloží tvoří hybridní dvojslídý granodiorit. Převažujícím půdním typem je podzolová kambizem, kterou doplňuje koluvizem. Podél jižního úpatí protéká říčka Wesenitz; celý vrch tak náleží k povodí Labe a k úmoří Severního moře. Na jižní svahy zasahuje zástavba vsi Putzkau, zbytek vrchu má zemědělské využití. Vrch leží v chráněné krajinné oblasti Oberlausitzer Bergland.
Přes vrchol vede zeleně značená turistická trasa s názvem Rund um Putzkau (Kolem Putzkau). Vrchol poskytuje výhled na jih do lesní oblasti Hohwald.